# Fugou
Der Kreis Fugou (chinesisch 扶沟县, Pinyin Fúgōu Xiàn) ist ein Kreis in der chinesischen Provinz Henan, der zum Verwaltungsgebiet der bezirksfreien Stadt Zhoukou gehört. Fugou hat eine Fläche von 1.170 km² und zählt 589.500 Einwohner (Stand: Ende 2018).
Die Lütan-Schule (Lütan xuexiao jiuzhi 吕潭学校旧址) bzw. Ji-Hongchang-Schule – steht seit 2006 auf der Liste der Denkmäler der Volksrepublik China (6-985).